# Halina Krahelska

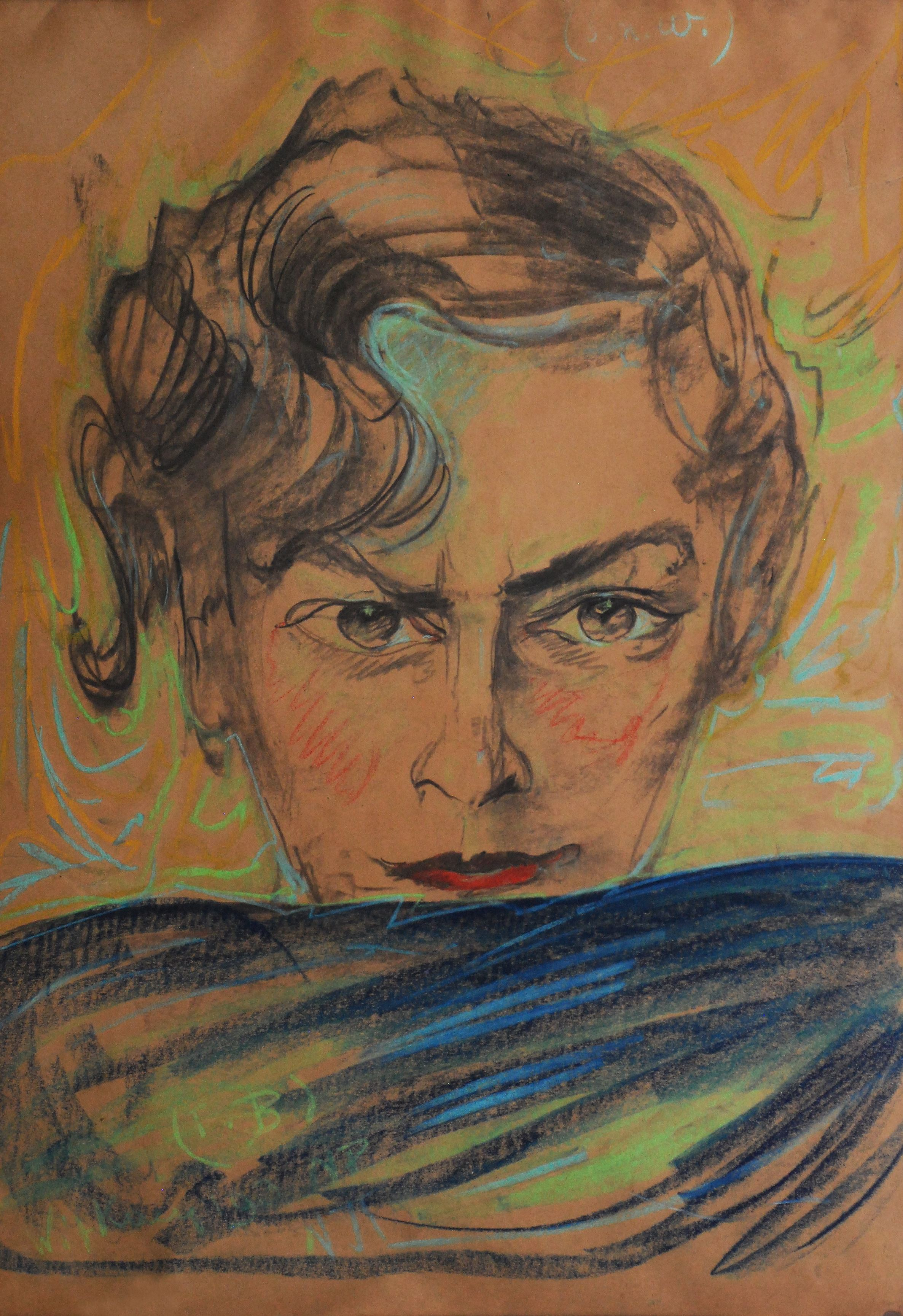
Gemalt von Stanisław Ignacy Witkiewicz, 1936

Halina Krahelska, geborene Śleszyńska (* 12. Mai 1886 in Odessa, Russland; † 19. April 1945 im KZ Ravensbrück) war eine polnische Schriftstellerin, Publizistin und Aktivistin in der Zeit des Zweiten Weltkriegs.

## Leben
Krahelska war die Tochter von Jan Śleszyński (1854–1931), Schwester von Krystyna Krahelska und Cousine von Wanda Krahelska-Filipowicz. Sie wuchs in Odessa auf, wo ihr Vater Professor für Mathematik war. 1908 trat sie der Polnischen Sozialistischen Partei bei, 1912 den Sozialrevolutionären. Von 1912 bis 1917 lebte sie in der Verbannung in Chișinău, Kiew und bei Kansk in Sibirien. 1918 kehrte sie nach Odessa zurück und trat der Polnischen Militärorganisation bei. 1919 siedelte sie in die Zweite Polnische Republik über. 
Ihr literarisches Debüt feierte sie 1920. Sie arbeitete für die Staatliche Arbeitsinspektion und ging im Rahmen eines Rockefeller-Stipendiums in die Schweiz, nach Deutschland, Österreich und Frankreich. Ab 1931 vertrat sie Polen bei der Internationalen Arbeitsorganisation in Genf. Sie engagierte sich für die Arbeitersache und Frauenrechte. Sie arbeitete mit Leon Kruczkowski und Andrzej Strug zusammen und schloss sich der Literatengruppe Przedmieście an. 1937 wurde ihr der Prozess für ihr regierungskritisches Werk Strajk polski gemacht. Letztendlich wurde sie freigesprochen. Im gleichen Jahr war sie Gründungsmitglied des Demokratieclubs. Während des deutschen Angriffs auf Polen engagierte sie sich bei der Verteidigung Warschaus. 1941 verlor sie bei einem Unfall ein Bein. Sie veröffentlichte im Geheimen die Broschüre Auschwitz – Tagebuch eins Häftlings, die in Zusammenarbeit mit Władysław Bartoszewski entstand. Im Juli 1944 wurde sie von der Gestapo verhaftet und ins KL Ravensbrück überstellt, wo sie im Frühjahr 1945 verstarb. 